# 戴維斯穹
戴維斯穹（英語：Davies Dome），是南極洲的冰穹，位於詹姆斯羅斯島，處於斯通利角東南面，海拔高度400米，在1987年由英國南極名稱諮詢委員會命名，現時由南極條約體系管理。